# Antônio Abujamra
Antônio Abujamra (Ourinhos, 15 settembre 1932 – San Paolo, 28 aprile 2015) è stato un attore e regista televisivo brasiliano, noto per la sua arte irriverente e sarcastica nei confronti della maggior parte dei tabù sociali.

## Biografia

### Carriera
Nato ad Ourinhos nel 1932, cominciò a recitare a livello amatoriale nel Teatro Universitário de Porto Alegre pur essendo iscritto alla Pontifícia Universidade Católica do Rio Grande do Sul, dove si laureò. Fu spesso regista per TV Tupi e per Rede Bandeirantes, per la quale diresse due telenovelas di successo, Nido di serpenti e Adolescenza inquieta.
Nel 1998 fu l'unico artista sudamericano nella giuria del Festival Mondiale della televisione, a fianco delle attrici Claudia Cardinale e Annie Girardot, nonché del violinista Yehudi Menuhin. Dal 2000 lavorò al programma Provocações, per TV Cultura.

### Decesso
Morì nel 2015 all'età di 82 anni a seguito di un infarto.

## Vita privata
Era padre dell'attore e musicista André Abujamra nonché zio delle attrici Clarisse Abujamra e Iara Jamra.

## Filmografia

### Televisione

#### Regista
- O Estranho Mundo de Zé do Caixão (1968) (TV Tupi)
- Nenhum Homem é Deus (1968) (TV Tupi)
- Salário Mínimo (1978) (TV Tupi)
- Gaivotas (1979) (TV Tupi)
- Tormento d'amore (Un homem muito especial) (1980) (Rede Bandeirantes)
- Gli emigranti (Os Imigrantes) (1981) (Rede Bandeirantes)
- Adolescenza inquieta (Os Adolescentes) (1981) (Rede Bandeirantes)
- Nido di serpenti (Ninho da Serpente) (1982) (Rede Bandeirantes)
- Os ossos do barão (1997) (SBT)

#### Attore
- As Minas de Prata (1967)
- Sassaricando (1987)
- L'amore vero non si compra (Cortina de Vidro) (1989)
- Que Rei Sou Eu? (1989)
- Amazônia (1992)
- O Mapa da Mina (1993)
- A Idade da Loba (1995)
- Os ossos do barão (1997)
- Terra nostra (1999)
- Andando nas Nuvens (1999)
- Marcas da Paixão (2000)
- Começar de Novo (2004)
- Poder Paralelo (2009)
- Corações Feridos (2011)[2]

### Cinema
- Festa, regia di Ugo Giorgetti (1989)
- Lua Cheia, regia di Alain Fresnot (1989)
- Os Sermões - A História de Antônio Vieira, regia di Júlio Bressane (1990)
- Olímpicos, regia di Flávia Moraes (1991)
- Perigo Negro, regia di Rogério Sganzerla (1992)
- Atrás das Grades, regia di Paolo Gregori (1992)
- Oceano Atlantis, regia di Francisco de Paula (1993)
- Carlota Joaquina, princesa do Brazil, regia di Carla Camurati (1995)
- Olhos de Vampa, regia di Walter Rogério (1996)
- Quem matou Pixote?, regia di José Joffily (1996)
- Caminho dos Sonhos, regia di Lucas Amberg (1998)
- Villa-Lobos - Uma Vida de Paixão, regia di Zelito Viana (2000)
- Quanto vale ou é por quilo?, regia di Sérgio Bianchi (2005)
- Concerto Campestre, regia di Henrique de Freitas Lima (2005)
- É Proibido Fumar, regia di Anna Muylaert (2008)
- Syndrome, regia di Roberto Bomtempo (2010)
- Assalto ao Banco Central, regia di Marcos Paulo (2011)
- Brichos - A Floresta é Nossa[3] (2012)
- Babu - A Reencarnação do Mal, regia di Cesar Nero (2013)

## Teatro
Fra i suoi principali lavori si possono citare:
- Volpone, di Ben Johnson
- Hair, di Gerome Ragni e James Rado
- A secreta obscenidade de cada dia, di Manuel Antonio de la Parra
- Retrato de Gertrude Stein quando homem, in cui è anche autore
- L'inferno sono gli altri, di Jean-Paul Sartre

## Riconoscimenti
- Premio Juscelino Kubitschek de Oliveira, per la regia di A Cantora Careca, di Eugène Ionesco
  - 1959
- Premio come miglior attore in O Contrabaixo, di Patrick Süskind
  - 1987 – 1995
- Premio Kikito, al Festival de Gramado, come miglior attore nel film Festa
  - 1989
- Trofeo APCA 
  - 1989 Miglior attore televisivo (Associação Paulista de Críticos de Arte) per il programma Ravengar, per la telenovela Que Rei Sou Eu?
- 11º Festival Internacional de Teatro Hispânico
  - 1998 Premio Lifetime Achievement regista a Miami